# Den Hoorn (Midden-Delfland)
Den Hoorn is een dorp in de gemeente Midden-Delfland, provincie Zuid-Holland, Nederland. Het dorp is gelegen onder de rook van Delft. Op 1 januari 2023 woonden er 8.630 mensen.

## Geografie
Een tweetal waterlopen doorkruist het dorp: de Lookwatering en de Gaag die vanuit Delft naar Schipluiden stroomt. In de kern van het dorp vindt men enkele karakteristieke bouwwerken onder andere 'de Bolle Kickert' (brug over de Gaag) en de katholieke Sint-Antonius en Corneliuskerk in neogotische stijl, een laat werk van Nicolaas Molenaar sr..
Den Hoorn is van oudsher een agrarisch dorp. Veelal familiebedrijven met een bescheiden kascomplex. Diverse ontwikkelingen, onder andere schaalvergroting in de bedrijfstak en verslechterende marktomstandigheden, zorgden er medio 2002 voor dat circa 75% van de tuinbouwondernemers hun bedrijf gezamenlijk ter verkoop aanboden ter ontwikkeling van woningbouw en industrie.
Deze clustering vond haar oorsprong in de ontwikkeling van een regionale rioolzuiveringsinstallatie, Delfluent, in het tuinbouwgebied aan de Noordhoornseweg.
Door de bouw van de woonwijk (Look West) op de plaats waar vroeger de sportvelden van voetbalvereniging SV Den Hoorn en handbalvereniging DIOS waren gevestigd, is het aantal inwoners toegenomen. Beide sportverenigingen zijn in januari 2006 verhuisd naar een nieuw sportcomplex aan de Zuidhoornseweg, vlak bij Zwembad Kerkpolder en het ziekenhuis Reinier de Graaf Gasthuis. 
Aan de Gaag richting Schipluiden ligt het oude gehucht Hodenpijl, thans opgenomen op Den Hoorn. De voormalige neoclassicistische kerk deed voorheen dienst als lijmfabriek, maar is in opdracht van een lokale ondernemer in oude glorie hersteld. Achter het gebouw vindt men de R.K. begraafplaats van de St. Jacobusparochie van Schipluiden met een monumentaal priestergraf.

## Geschiedenis
Het huidige Den Hoorn (een hoorn is de hoek tussen twee waterwegen) werd rond 1100 gesticht onder de naam Dijkshoorn, als onderdeel van de Hof van Delft, een grafelijk bezit. 
De Dijkshoornse weg diende in de Middeleeuwen als dijk tegen het water vanuit het Leestelsel. De dijk is mogelijk in de 12e eeuw aangelegd na overstromingen.
In 1246 kreeg Hof van Delft stadsrechten en groeide het uit tot het huidige Delft. Dijkshoorn en alle andere gebieden rondom Hof van Delft werden vanaf toen bekend als het ambacht Hof van Delft. Tot 1602 lag er een dam tussen de Dijkhoornseweg en de Tanthofkade. Schippers konden hun vaartuigen met een windas overbrengen van de Kickert (nu de Hoornse vaart) in de Gaag. In 1602 werd de dam verwijderd en werd de brug gebouwd. Waarschijnlijk was deze van steen, want in 1625 wordt er gesproken van de stenen heul "opte Hooren". In 1817 werd dit ambacht een gemeente, maar in 1921 werd het alweer opgeheven. Gedeelten van die opgeheven gemeente, waaronder Den Hoorn, 't Woudt en Abtswoude, kwamen toen bij de toenmalige gemeente Schipluiden. In de 19e eeuw werden de raadsvergaderingen van de gemeente Hof van Delft in het oude Rechthuis gehouden, wat destijds een herberg was. 
Al vroeg in de 18e eeuw waren er veel boomgaarden en moestuinen gelegen in het huidige Den Hoorn. Langzaam heeft dat zich ontwikkeld tot de commerciële tuinbouw, waarvoor later veel kassen zijn aangelegd. Het gebied is tot halverwege de 20e eeuw onafgebroken in gebruik geweest voor de tuinbouw. Daarna werd het gebied meer en meer bebouwd.
In 1912 kreeg Den Hoorn zijn enige railverbinding. De WSM-stoomtram ging rijden van Delft via Maaslandsche dam naar Maassluis, of via Maaslandsche dam en Naaldwijk naar Loosduinen. Den Hoorn kreeg bij de groenteveiling een groot emplacement. Dat was tussen de Hoornse weg en de (latere) Reinier de Graafweg. De straatnaam Oude Veiling herinnert er nog aan; er is niets meer te zien van vroeger. De lijn van Maaslandsche dam naar Maassluis is al voor 1945 verdwenen. De reizigerstrams reden bij de WSM tot in 1932. De goederentreinen naar Loosduinen reden tot in 1968. Het traject Den Hoorn--Delft sloot als laatste, in 1970. De oude trambaan werd grotendeels fietspad tussen Den Hoorn en Schipluiden, en tussen Schipluiden en Maasland / De Lier.

## Geboren
- Manita Koop (1958), politica
- IJsbrand Chardon (1961), menner bij het vierspanrijden
- Bart Schenkeveld (1991), voetballer van SBV Excelsior, Feyenoord en Heracles

## Zie ook

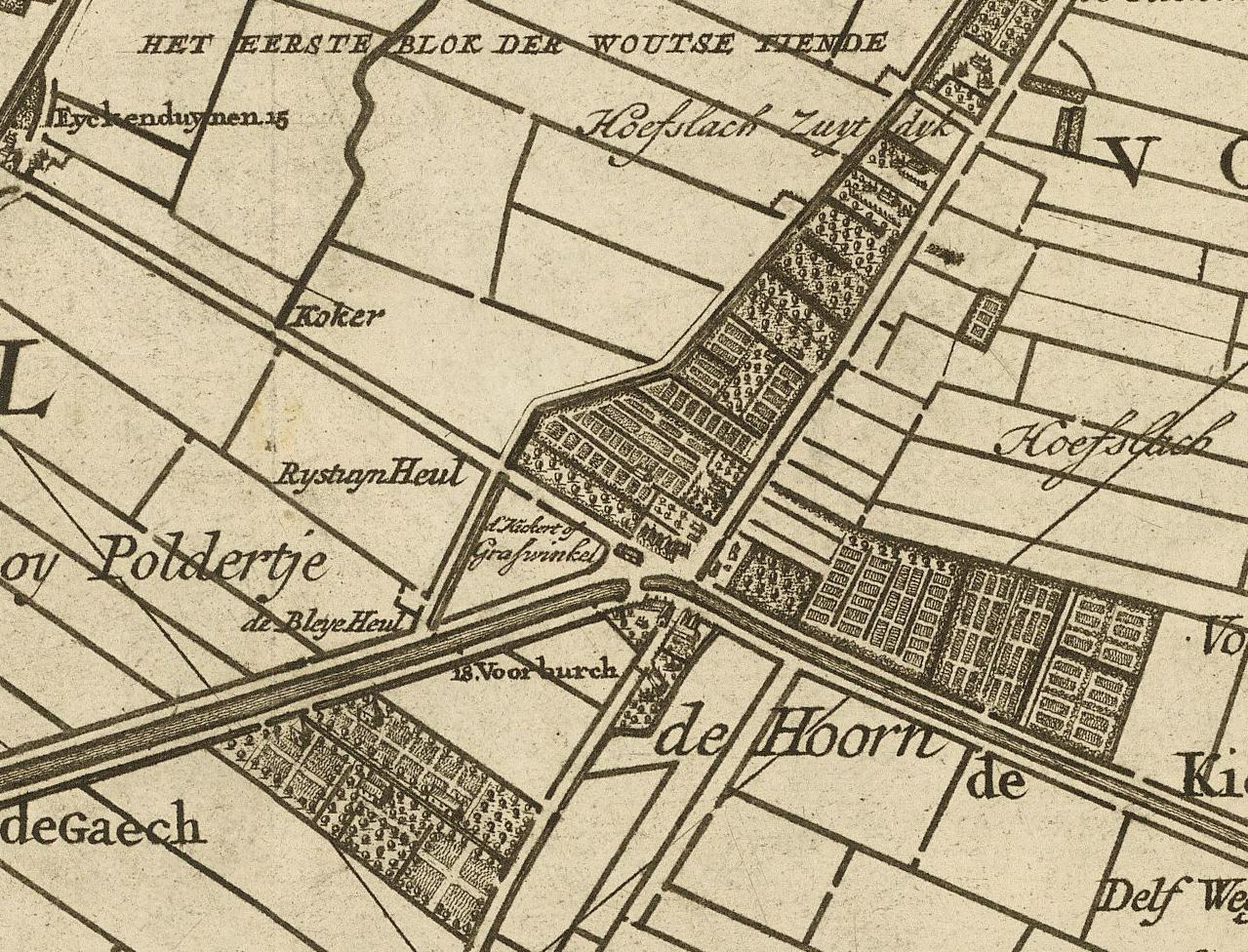
Den Hoorn op een kaart uit 1712
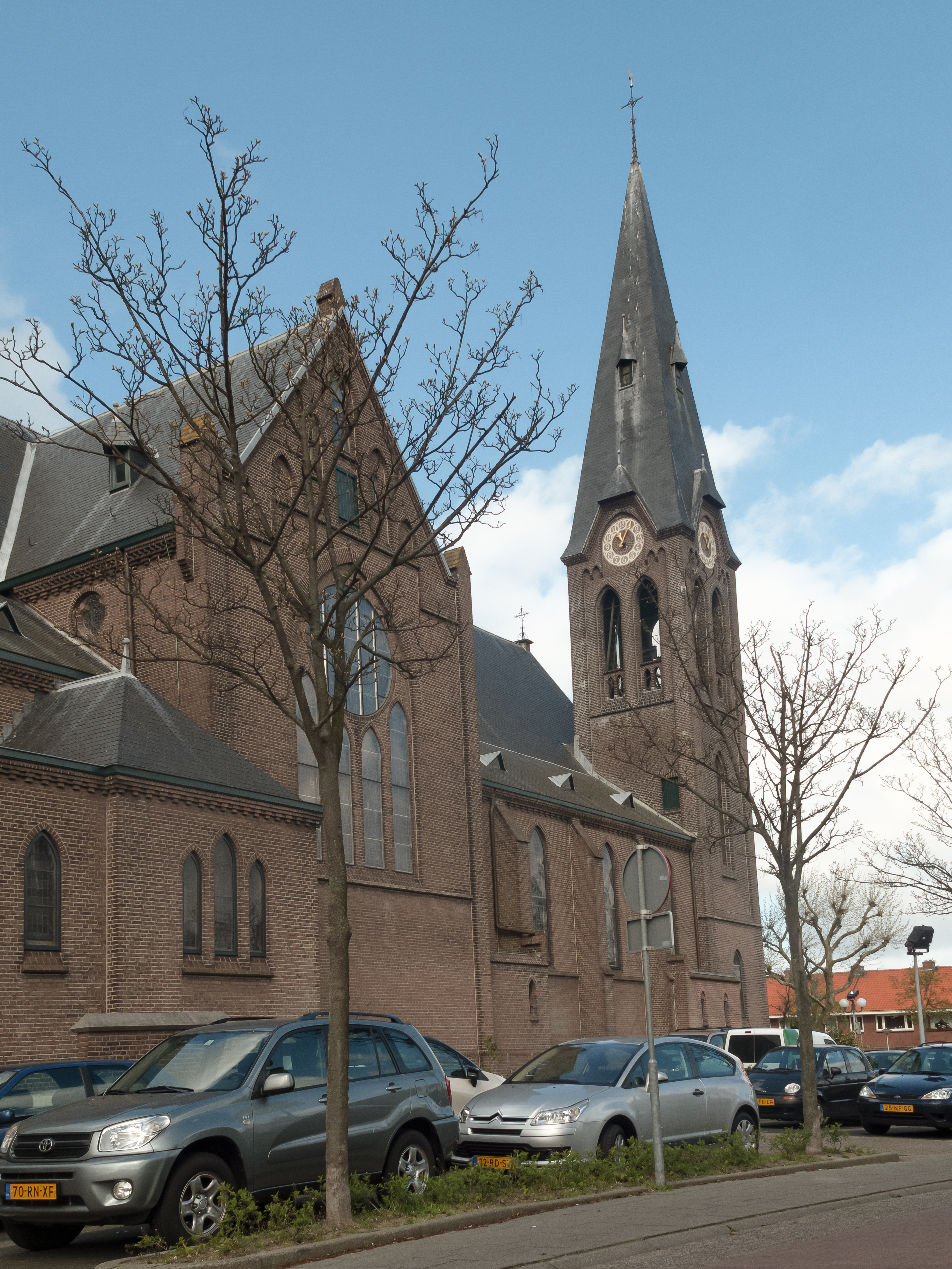
De Sint Antonius-en Corneliuskerk op Den Hoorn
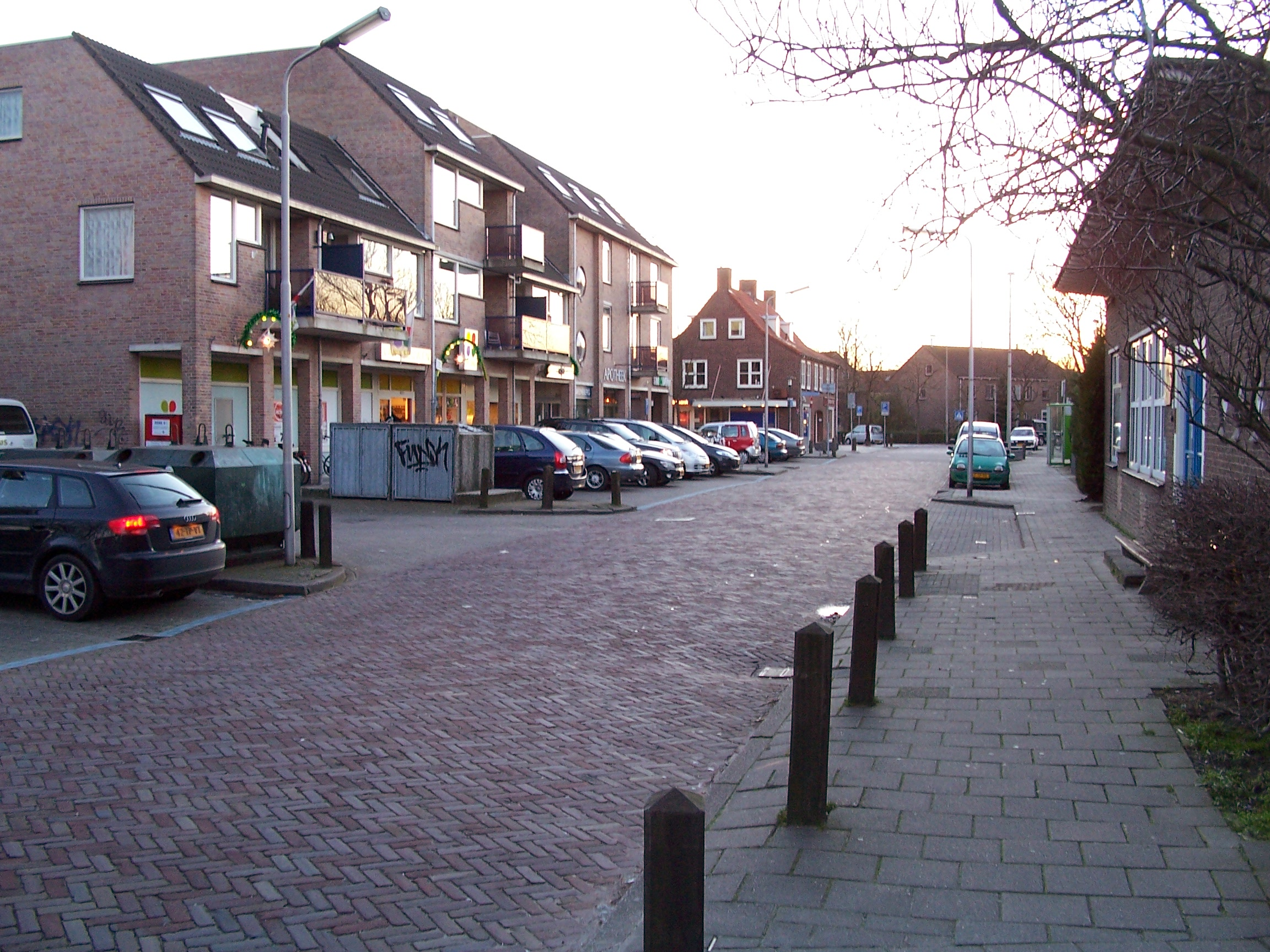
Het centrum van Den Hoorn
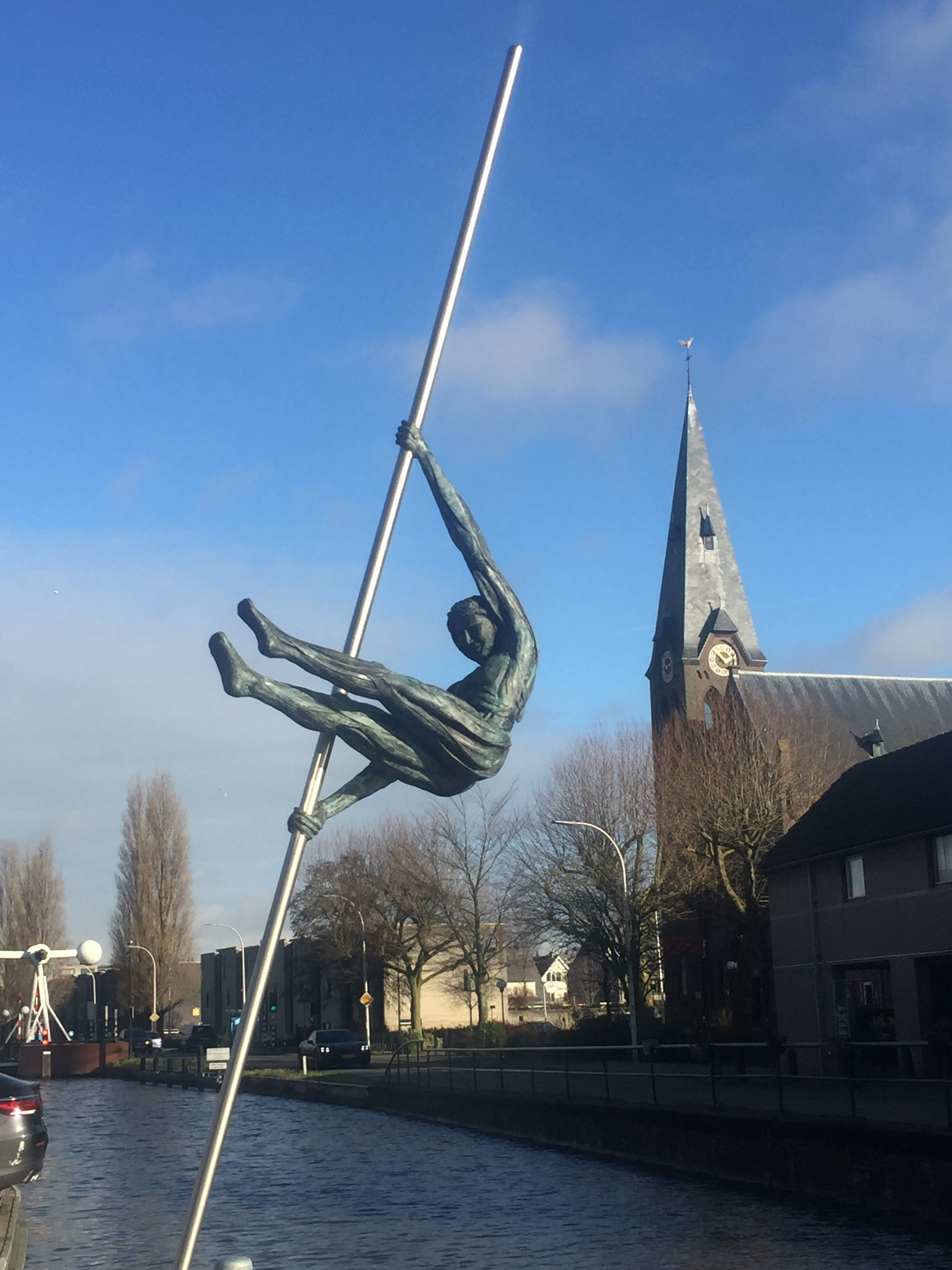
De polsstokspringer (Willem Doomernik)